# Zhongren
Zhongren ou Cheng-Jên ou Tchong-Jen (仲仁 Pinyin: Zhòng Rén), nom de pinceau: Huaguang zhanglao, est un moine peintre chinois du XIe siècle, originaire de Kuaiji  dans la province du Zhejiang. ses dates de naissance et de décès  ainsi que sa période d'activité, ne sont pas connues malgré une grande productivité qui reste inaccessible.

## Biographie
Zhongren est un moine peintre bouddhiste, vivant au monastère Huaguang, dans la province du Hunan. Il est grand ami du peintre Huang Tingjian (actif entre 1087 et 1093) qui écrit des poèmes sur ses peintures. Zhongren est connu pour ses peintures de fleurs de prunier, genre qui s'épanouit dès le début de la dynastie Song dont le symbolisme est proche de celui de la peinture de bambous. 

## Naissance d'un nouveau genre
Zhongren est le premier à peindre des pruniers en lavis d'encre et voici en quels termes le Meipu (Traité du prunier, époque des Song du Sud) qui rapporte la naissance de ce genre pictural, destiné en Chine à un grand avenir: « (la peinture) des pruniers à l'encre est née de l'amour que le vieillard Huaguang Ren (Zhongren) voue à la fleur de prunier... Chaque fois que vient le temps de la floraison, Huaguang transporte aussitôt son lit sous les arbres, et chante des poèmes tout le jour sans que nul connaisse sa pensée. S'il advient une nuit de lune, alors qu'il ne dort pas encore, il regarde à travers la fenêtre les ombres s'entrecroiser, apaisantes et aimables. Puis avec son pinceau, il décrit leurs formes. À l'aube, il contemple son œuvre et la trouve toute imprégnée par la pensée du clair de lune...» L'image est frémissante de vie, dit-on, elle est le double spirituel des branches fleuries, elle est pure énergie, et peut donc de nouveau provoquer l'extase dont elle capte l'élan.
Le vieux moine, adepte du bouddhisme Chan, connaît par expérience le sentiment de plénitude qui envahit l'esprit lorsqu'il jouit d'une quiétude active et la beauté du prunier en fleurs suffit à délivrer son âme de tout souci. Avant de peindre, il brûle de l'encens et entre en extase: un seul coup de pinceau lui suffit alors pour achever une peinture; aussi en peint-il plus de douze cents. En mourant, il ne laisse à son ami Huang Tingjian que son bonnet, sa ceinture, sa table et quelques œuvres admirables. Elles ne sont connues que par des copies ultérieures.

## Fleurs de prunier et orchidées
Comme le bambou, le prunier est symbole de pureté et d'énergie spirituelle. Le bambou ne ploie sous la neige que pour se redresser. Le prunier fleurit aux froids débuts du printemps. Ainsi l'homme de bien reste ferme dans les temps difficiles. Les peintres de pruniers en fleurs sont nombreux dès le début de la dynastie Song. Pour échapper au piège du naturalisme, l'habitude se prend parmi eux de peindre, non pas l'arbre lui-même, mais son ombre portée par une nuit de lune, sur l'écran transparent des fenêtres. L'essentiel est d'éprouver, en regardant l'image peinte, la respiration de la vie. Le plus ancien maître des pruniers est Zhongren, plus connu sous son surnom, Huaguang (nom de son monastère). Le rythme du chant poétique l'inspire et l'incite à peindre. La tradition attache à son nom un Traité du prunier (Huaguang meipu), édité peut-être par un de ses élèves, Yang Buzhi (1098- 1167).  D'après ce traité, le thème des pruniers en fleurs est né de l'amour que le vénérable religieux porte à ces arbres.

## Esquisse de l'idée
Un samādhi est attaché par les bouddhistes à la contemplation du clair de lune. Totalement absorbé dans une méditation sans objet, le révérend travaille dans la paix du cœur et de l'esprit. « Il peint ‹alors› au lavis d'encre les pruniers comme ‹ s'il dessinait › l'ombre des fleurs. C'est ce qu'on appelle esquisser l'idée ». On sait que le xieyi est le mode d'expression des lettrés. « Peindre des pruniers en fleurs, des bambous, des orchidées écrit Tang Hou, c'est esquisser (écrire, transcrire) les pruniers en fleurs, les bambous, les orchidées. Pourquoi? C'est que les fleurs sont choses d'une pureté extrême. Qui les peint doit les transcrire au moyen de l'idée. ‹Son art› ne consiste pas seulement en la saisie de la ressemblance formelle ». Chez Wen Tong et le moine Zhonren, l'idée se forme dans la substance de l'esprit « qui est quiétude et vacuité foncière ». Qui repose dans la quiétude voit « toute chose dans sa nature foncière, qui est foncièrement et elle-même ‹ pureté › »,.

## Techniqueintrospective
Il est rapporté qu'avant de peindre, Wen Tong et Zhongren brûlent de l'encens pour permettre, semble-t-il, de développer leur pouvoir de  concentration, et ils voient bambous et fleurs dans leur miroir intérieur. Aussi leurs peintures acquièrent du renom. En voyant les œuvres de son ami Zhongren qu'il trouve belles, Huang Tingjian dit: « Il me semble marcher par un matin clair et froid entre les clôtures de bambous de la montagne solitaire. Seul manque le parfum »,.